# Federazione di rugby a 15 di Macao
La Federazione Rugby XV di Macao è l'organo che governa il Rugby a 15 nella regione di Macao.